# USS Sangamon (CVE-26)
Pour les autres navires du même nom, voir USS Sangamon.
L'USS Sangamon (AO-28 / AVG/ACV/CVE-26) est un porte-avions d'escorte, navire de tête de sa classe construit pour l'United States Navy durant la Seconde Guerre mondiale. Entré en service en tant que pétrolier sous le nom de Esso Trenton en 1939, il est reconverti en porte-avions en 1942 et sert en Atlantique puis dans le Pacifique, avant d'être mis en réserve à la fin de la guerre. Il est vendu pour démolition en 1948.

## Conception

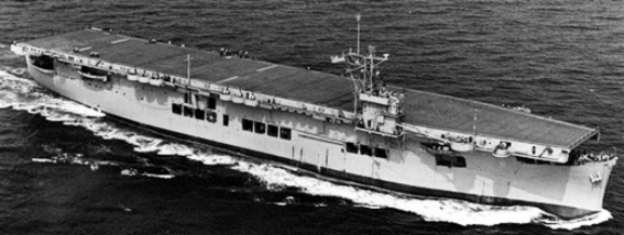
Le Sangamon peu après sa conversion en porte-avions d'escorte en septembre 1942.

La construction du pétrolier de type T-3 Esso Trenton (numéro de coque MC 7) commence au chantier naval Federal Shipbuilding and Drydock Company le 13 mars 1939, sous contrat de la Commission maritime. Parrainé par Mme Clara Esselborn, le navire est lancé le 4 novembre 1939 et livré à la Standard Oil qui l'exploite au sein de l'Atlantic Fleet, pendant les patrouilles de neutralité, jusqu'à son acquisition par la marine américaine le 22 octobre 1940. Renommé Sangamon, il est commissionné sous les ordres du commandant J. H. Duncan le 23 octobre sous le numéro de fanion AO-28. Début 1942 décision est prise de le convertir, lui et ses sister-ships, en porte-avions d'escorte : les modifications sont effectuées au Norfolk Naval Shipyard durant le printemps. Le 20 août, il est rebaptisé ACV-26, en tant que transporteur auxiliaire, et le 25 août 1942, mis en service sous les ordres du capitaine Carlos W. Wieber.
Les unités de la classe Sangamon possèdent ainsi une meilleure résistance et une meilleure autonomie que les porte-avions conçus à partir de cargos par exemple, grâce à un meilleur arrangement des compartiments étanches dû à leur fonctionnalité première : transporter des liquides inflammables. Ils possèdent aussi un pont d'envol plus grand, ce qui leur permet de transporter de plus gros avions. Cette conception sera reprise ensuite pour les unités de la classe Commencement Bay, lancées à la fin de la guerre.

## Historique

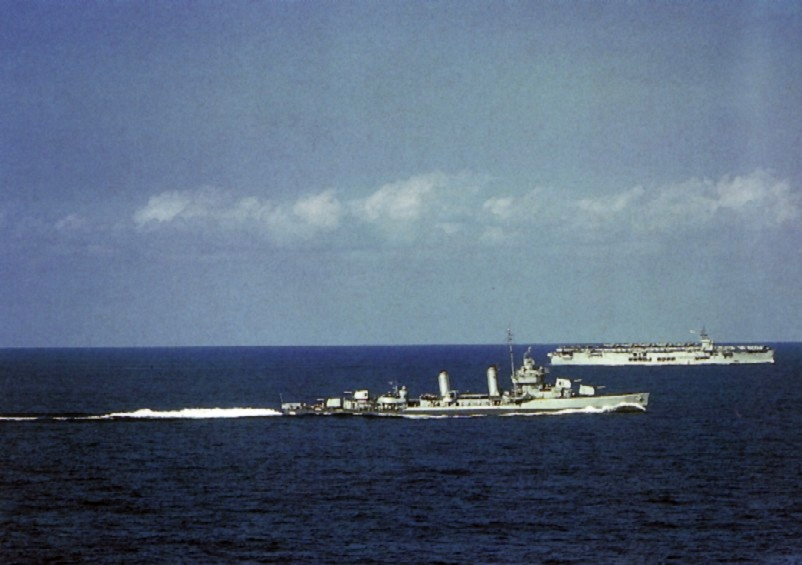
Le Sangamon et l' en route pour l'opération Torch en novembre 1942.

Dès le mois d'octobre, il rejoint la côte ouest de l'Afrique en transportant troupes et avions pour les préparatifs de l'opération Torch,. Il se positionne au large de Safi qu'il atteint le 8 novembre 1942, participant au débarquement américain au Maroc le reste du mois. Ses avions mènent de nombreuses missions de bombardement et des patrouilles aériennes. Rejoignant le Pacifique en janvier 1943, le porte-avions protège des convois pendant la campagne de Guadalcanal. En juillet 1943, le Sangamon est rebaptisé CVE-26 et soutient l'invasion de Tarawa en novembre. Ses avions attaquent des cibles japonaises sur l'île, effectuant également des missions de patrouille aérienne et de lutte anti-sous-marine dans la région jusqu’à la première semaine de décembre.
Lors de l'invasion de Kwajalein le 25 janvier 1944, le bâtiment est endommagé après un appontage raté d'un chasseur F6F Hellcat. L'appareil percuta des avions garés près du poste de pilotage avant. Le réservoir ventral de l'avion de chasse percé pendant l'impact provoqua un important incendie qui se propagea sur le pont d'envol. Bien que rapidement maîtrisé, sept membres de l'équipage ont été tués, sept autres grièvement blessés et deux autres portés disparus après avoir sauté par-dessus bord pour éviter les flammes,. Le lendemain, son sister-ship le Suwannee entame un virage à tribord pour mener des opérations aériennes ; au même moment, à environ 1 700 mètres de là, le Sangamon reprend son zigzagage et entreprend un virage à 40 degrés vers bâbord après avoir ravitaillé deux destroyers. Conscients d'une erreur de trajectoire, les deux navires tentent une manœuvre qui se révèle trop tardive et ralentissent au maximum. Ils entrent légèrement en collision par la proue à basse vitesse, ne causant que des dégâts superficiels.
Les deux incidents n'ont pas empêché la poursuite de son déploiement au large de Kwajalein, restant en poste au large de l’île du 31 janvier au milieu du mois de février. Il se rend ensuite dans les eaux d'Eniwetok pour participer à l'invasion du 17 au 24 février, avant de faire route vers Pearl Harbor pour des réparations approfondies.
Le 15 mars 1944, le Sangamon reprend la mer à destination des îles de l'Amirauté. Du 22 au 24 avril, il apporte son soutien à l'invasion d'Aitape. Après deux jours passés sur l'île de Manus, il revient dans la zone d'Aitape où il stationne jusqu'à la première semaine de mai. Du 17 au 20 juin, il soutient la Task Force 52 participant à l'invasion de Saipan avant de prendre part le même mois à la bataille de la mer des Philippines. Après un bref arrêt à Eniwetok, il est déployé dans les eaux au large de Guam pour fournir une couverture aérienne aux groupes de bombardement prenant part à l’invasion de l’île, restant dans la région du 13 juillet au 1er août.
Le 15 septembre, le Sangamon fournit un appui aérien aux forces d'invasion alliées prenant part à la prise de Morotai. Après la première vague d'invasion, ses avions reçoivent l'ordre d'attaquer les aérodromes japonais sur l'île voisine de Halmahera.
En octobre 1944, le Sangamon fait partie du groupe « Taffy 1 » (Task Force 77.4.1) de la septième flotte des États-Unis avec ses trois sisters-ships lors de la campagne des Philippines. Lorsque les alliés débarquent à Leyte le 20 octobre, le Sangamon fournit un soutien aérien malgré des dégâts mineurs causés par une bombe larguée d'un avion japonais. Les 24 et 25 octobre, pendant la bataille du golfe de Leyte, ses chasseurs se confrontent à plusieurs reprises contre les avions japonais, à la fois sur l'île de Leyte et en mer de Mindanao, abattant plusieurs d'entre eux. Au petit matin du 25 octobre, alors que la plupart de ses chasseurs sont déjà en mission, la force opérationnelle « Taffy 1 » est attaquée par des kamikazes japonais pendant la bataille de Samar,. Contrairement à ses sisters-ships, il n'est pas endommagé, bien qu'il perde l'un de ses membres d'équipage pendant un mitraillage. Atteint par la DCA du navire, le kamikaze a dévié et est tombé devant la proue à bâbord. Le 26 octobre, il évite une nouvelle fois une vague d'avions-suicides.
Après un passage à Bremerton, dans l'État de Washington, le Sangamon participe à la bataille d'Okinawa. Le 1er avril, il arrive au large de l'île afin de soutenir l'invasion initiale, puis du 9 au 12 avril, il est redéployé afin que ses avions puisse attaquer Miyako et Ishigaki avant de revenir soutenir l’assaut continu sur l'île principale d’Okinawa. Le 22 avril, il est de nouveau positionné pour attaquer les aérodromes de Miyako. Huit de ses chasseurs et quatre bombardiers bombardent Nobara Field au crépuscule, détruisant plus de deux douzaines d'avions japonais s'apprêtant à décoller. Ses bombardiers réussissent à larguer leurs bombes tandis que ses chasseurs interceptent les avions japonais ayant pu décoller. La deuxième vague du Sagamon parvient à abattre sept chasseurs japonais sans perte côté américain.

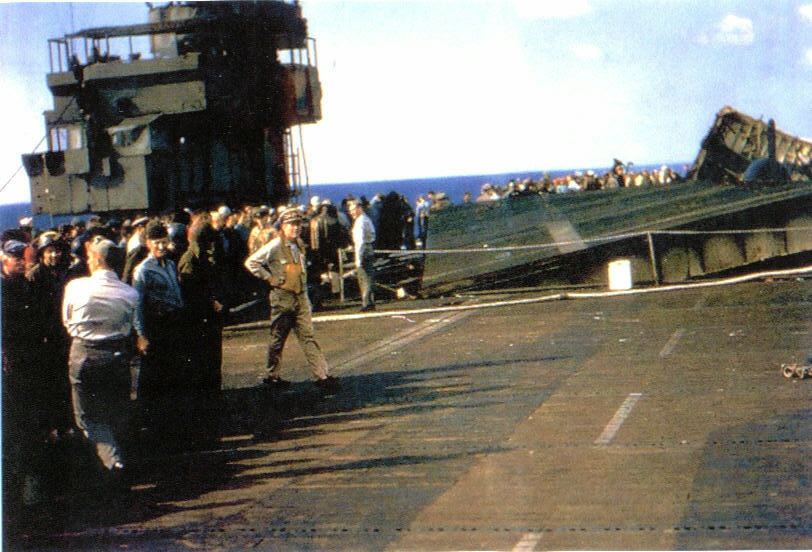
Le 4 mai 1945 à 19 h 33, le Sangamon est touché par un avion kamikaze. Cette photo du lendemain montre que les ascenseurs ont été déplacés par l'explosion.

Le 4 mai, il est attaqué par une vague kamikaze au large de Kerama. Il parvient à éviter un certain nombre d'attaques — dont une loupe à moins de 10 mètres — lorsqu'un avion japonais frappe finalement le poste de pilotage juste après 19 h 30. Le kamikaze provoque de nombreux dégâts et des incendies se déclarent au poste de pilotage, au hangar et sur le pont où est stocké le carburant, laissant le Sanagamon hors de contrôle pendant près de 45 minutes. Avec l'aide de navires à proximité, les équipes de pompiers du Sangamon ont pu maîtriser les nombreux incendies en environ trois heures. L'attaque fait 11 morts et 25 disparus ; elle met définitivement fin à l’engagement du Sangamon dans la Seconde Guerre mondiale.
En juin, le navire atteint Norfolk, en Virginie, et est toujours en réparation lorsque les japonais capitulent en septembre. Désarmé le 24 octobre, il est radié du registre des navires de la marine le 1er novembre. Le Sangamon est vendu à la société Hillcone Steamship Company de San Francisco et livré au représentant de cette société à Norfolk le 11 février 1948. Après plusieurs changements de propriétaires dans les années 1950, le porte-avions est finalement démoli à Osaka, au Japon, à compter du mois d'août 1960.

## Décorations
Le Sangamon a reçu huit battles stars pour son service pendant la Seconde Guerre mondiale. Ses trois groupes aériens ont chacun reçu la Presidential Unit Citation.